# Cristóbal Bernal
Cristóbal Bernal o Cristóbal Ortiz Bernal (Salamanca, 1518 - 1577) fue un hidalgo, explorador, encomendero y conquistador español. Junto a Gonzalo Jiménez de Quesada fue uno de los fundadores de Santafé, hoy Bogotá en Colombia.Actuó como procurador general y alcalde ordinario de Santafé en 1569.
En principio tenía la intención de participar en las campañas del Río de la Plata pero por diferentes razones decidió ir al puerto de Santa Marta, donde hizo expediciones junto a de Lugo. Posteriormente se enlistó en la expedición del conquistador Gonzalo Jimenéz de Quesada que dio como resultado el descubrimiento, conquista y fundación del Nuevo Reino de Granada y, como tal, fue uno de los fundadores de la ciudad de Santafé, posterior capital del virreinato de la Nueva Granada y de Colombia.
Participó en diferentes campañas junto al alférez Antón de Olaya, incluyendo alianzas, intercambios y saqueos. Se sabe que presenció, sin participar, el saqueo al Zaque de Tunja Quemuenchatocha, a quien los conquistadores hicieron prisionero a cambio de tesoros. Sin embargo, cronistas como Castellanos, Fray Pedro Simón y Fernández de Piedrahíta no lo mencionan como participante de tales actos.
Fue uno de los conquistadores que deciden enlistarse en la expedición para salir al encuentro con Lope de Aguirre, quien tenía la intención de invadir el territorio del Nuevo Reino de Granada. Contribuyó con caballos y provisiones a los preparativos.
Posteriormente se le asigna la encomienda Sesquilé y, al final de su vida, en 1555 llegó a tener las encomiendas de Fontibón, Bosa, Cajicá, Chía, Suba, Tuna, Guatavita y Guasca.
Todos los cronistas están de acuerdo en que el conquistador Cristóbal Bernal edificó la primera ermita de Las Nieves, construcción que se convirtió en la iglesia de las Nieves, en la actual carrera séptima con calle veinte en Bogotá. Trajo de España al nuevo reino una imagen dorada de nuestra señora de las Nieves por haber salvado a unos de sus hijos de la muerte y pidió permiso para erigir una parroquia por el arzobispo fray Luis Zapata de Cárdenas, que finalmente se hizo el 23 de marzo de 1585. En la sacristía de la iglesia, en Bogotá, se encuentra el retrato del conquistador junto a su escudo de armas, probablemente el único retrato que se conoce de los compañeros de Gonzalo Jiménez de Quesada que fundaron el Nuevo Reino de Granada. 
Se le menciona como uno de los encomenderos de tenía buen trato con los indígenas, de los hombres virtuosos del Nuevo Reino de Granada.
Se casó con Ana de Salamanca, con quien tuvo varios hijos, entre ellos Luis Bernal Castro, heredero de las encomiendas, además de alcalde de la Santa Hermandad y alcalde ordinario de Santafé en 1598 y 1603. Varios de sus descendientes fueron importantes en el posterior virreinato, independencias y repúblicas de la actual Colombia, como el escritor José María Vergara y Vergara, quien podía trazar su ascendencia hasta tres de sus compañeros que llegaron con Gonzalo Jiménez de Quesada y fundaron Santafé.